# .45 GAP

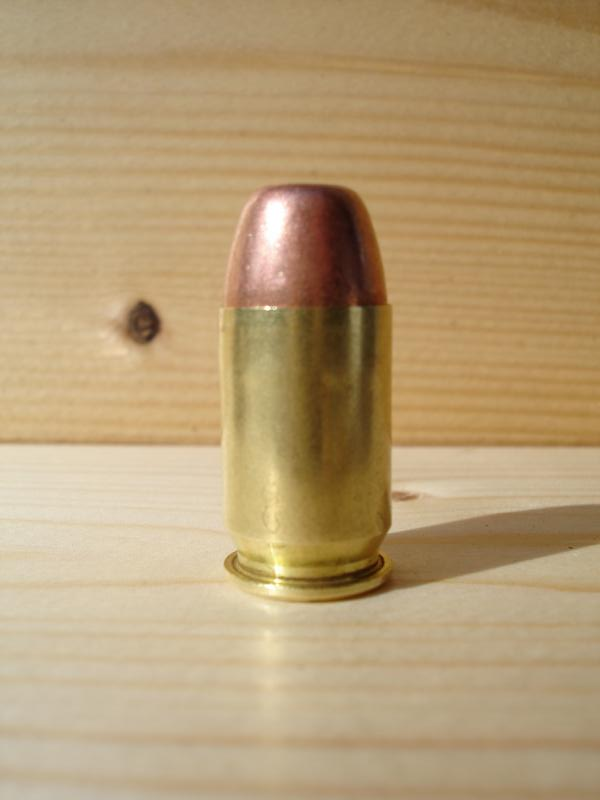
Um .45GAP em close.

O .45 GAP (Glock Auto Pistol) ou .45 Glock (11,43×19 mm), um cartucho para pistolas, foi projetado por Ernest Durham, um engenheiro da CCI/Speer, a pedido do fabricante de armas de fogo Glock para fornecer um cartucho que igualaria o poder do .45 ACP, possui a "boca" do estojo mais forte para reduzir a possibilidade do corpo do estojo explodir e é mais curto para caber em uma pistola mais compacta. GAP é um acrônimo para "Glock Automatic Pistol" e o .45 GAP é o primeiro cartucho comercialmente introduzido identificado com a marca Glock.

## Utilização
O .45 GAP teve aceitação limitada em forças de segurança dos Estados Unidos, como: "South Carolina Highway Patrol", "Florida Highway Patrol" e "Pennsylvania State Police".